# Józef Bińczak
Józef Bińczak (ur. 1 kwietnia 1912 r. w Zawadzie koło Opatowa, zm. 6 sierpnia 1997) – polski pisarz i poeta.

## Życiorys
Debiutował w 1934 r. na łamach prasy ludowej jako poeta. W okresie okupacji był żołnierzem Batalionów Chłopskich. W latach 1949–56 był pracownikiem NKW ZSL. W latach 1956–70 był pracownikiem Ludowej Spółdzielni Wydawniczej.

## Twórczość
- Żyto kwitnie (poezje)
- Racławice 1937 (szkice)
- Litery na korze (poezje)
- Święto ludowe 1904-1964 (szkice)
- Pora kłosów (poezje)